# Prague Open 2022
Prague Open 2022 — тенісний турнір, що проходив на кортах з твердим покриттям у місті Прага, Чехія з 25 до 31 липня . Належав до категорії WTA 250, був турніром серії WTA Prague Open 2022 року.

## Фінальна частина

### Одиночний розряд
Маріє Боузкова —   Анастасія Потапова 6–0, 6–3

### Парний розряд
Анастасія Потапова /   Яна Сізікова —   Ангелина Габуєва /   Anastasia Zakharova 6–3, 6–4